# Patricia Wiltshire
Patricia Wiltshire (* 16. Februar 1942 in Monmouthshire, Südwales) ist eine britische forensische Archäologin, Botanikerin und Palynologin. Sie wurde von Polizeibehörden und der Industrie bei fast 300 Ermittlungen in mehreren Ländern zu Rate gezogen und war maßgeblich an der Aufklärung mehrerer aufsehenerregender Verbrechen beteiligt.

## Leben
Patricia Wiltshire war zuerst als medizinische Laborantin tätig (1960–1964) und schlug danach eine Laufbahn in der Wirtschaft ein. 1973 erwarb sie einen Bachelorabschluss in Botanik am King’s College London. Von 1973 bis 1988 hielt sie dort Vorlesungen über mikrobielle und allgemeine Ökologie, bevor sie eine Stelle am Institut für Archäologie des University College London (UCL) antrat. Später war sie für die Einrichtung eines Masterstudiengangs in forensischer Archäologie verantwortlich, der nach ihrem Ausscheiden aus dem UCL fortgesetzt wurde.
Als forensische Gutachterin bei der Untersuchung eines Mordes in Soham hat Wiltshire durch die Analyse von Boden- und Pflanzenspuren an Kleidung, Schuhen und einem Fahrzeug Spuren gefunden, die den Murder mit dem Ort in Verbindung brachten, an dem die Opfer gefunden wurden. Durch Beobachtung und Erprobung des Pflanzenwachstums am Fundort konnte sie den Zeitpunkt, zu dem die Opfer in den Graben gelegt wurden, sehr genau abschätzen. Ihre Aussage war wichtig für die Verurteilung des Mörders.
Im Mordfall Christopher Laverack aus dem Jahr 2007 stellte Wiltshire drei Jahrzehnte nach dem Mord eine Verbindung zwischen den ungewöhnlichen Pollen und anderen pflanzlichen Stoffen auf der Kleidung des Opfers sowie dem Ziegel, mit dem er nach seinem Tod untergetaucht wurde, und den Stoffen her, die auf dem Grundstück seines Onkels gefunden wurden, und lieferte damit stichhaltige Beweise, die den Mörder belasteten.
Die University of Gloucestershire hat ihr die Ehrendoktorwürde verliehen. Sie ist  Gastprofessorin an der University of Southampton.

## Veröffentlichung
- Traces: The memoir of a forensic scientist and criminal investigator, Blink Publishing, 2019